# Guildhall School of Music and Drama
Guildhall School of Music and Drama este o școală independentă de muzică și de artă dramatică care a fost fondată în 1880, la Londra, Anglia. Studenții pot urma cursuri de muzică, operă, teatru și tehnică teatrală.
Școala modernă Guildhall este un conservator european de prestigiu, care funcționează atât ca școală de muzică, cât și ca școală de teatru, și desfășoară programe de tehnică teatrală, dezvoltare profesională și muzicoterapie.
Școala are în prezent aproape 900 de studenți, dintre care aproximativ 700 urmează studii universitare și postuniversitare de muzică și 175 urmează programe de actorie și de tehnică teatrală. În fiecare an, aproximativ 40% dintre elevi provin din afara Marii Britanii, fiind de obicei reprezentanți a peste 50 de naționalități.

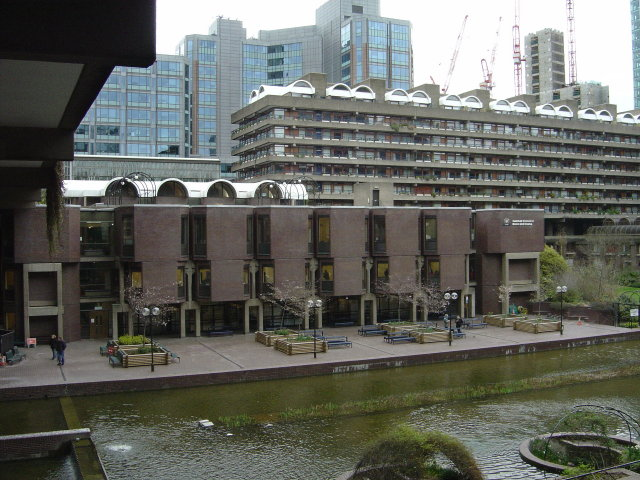
Intrarea Barbican

## Absolvenți notabili

### Școala de muzică
Printre absolvenții notabili ai Guildhall School of Music se află următorii:
- Thomas Adès (n. 1971)
- Alison Balsom (n. 1978)
- Katherine Ellis (vioară)
- Katharine Fuge (n. 1968) (soprană)
- James Galway (n. 1939)
- Harry Gregson-Williams
- Albert Horne
- Paul Lewis
- Tasmin Little
- George Martin
- Mark Milhofer (tenor)
- Jacqueline du Pré (violoncelist) (1945-1987)
- Kate Royal (n. 1979)
- Bryn Terfel (bariton) (n. 1965)
- Jim Tomlinson (tenor saxofonist și clarinetist) (n. 1966)
- Howard Williams (n. 1947)

### Actorie
Printre absolvenții notabili ai Guildhall School of Drama se află următorii:
- Naveen Andrews – (Lost, The English Patient)
- Hayley Atwell – (Agent Carter, The Duchess)
- Simon Russell Beale – (Penny Dreadful, Into the Woods)
- Orlando Bloom – (The Lord of the Rings, Pirates of the Caribbean)
- Michaela Coel - (Chewing Gum, The Aliens)
- Daniel Craig – (James Bond, The Girl with the Dragon Tattoo)
- Peter Cushing – (Star Wars, Dracula)
- Michelle Dockery – (Downton Abbey, Non-Stop)
- Joseph Fiennes – (Shakespeare in Love, Enemy at the Gates)
- Tom Glynn-Carney - (Dunkirk)
- Lennie James – (Snatch, The Walking Dead)
- Ferdinand Kingsley – (Victoria)
- Damian Lewis – (Band of Brothers, Homeland)
- Ewan McGregor – (Big Fish, Star Wars)
- Alfred Molina – (Spider-Man 2, Chocolat)
- Katherine Rose Morley– (The Mill, Thirteen, Last Tango in Halifax)
- Lesley Nicol - (Downton Abbey, East is East)[3]
- Ben Schnetzer - (The Riot Club, Pride)
- Marina Sirtis – (Star Trek, Gargoyles)
- Sarah Sutton - (Doctor Who)
- David Thewlis – (Harry Potter, Seven Years in Tibet)
- Jodie Whittaker - (Broadchurch, Venus, Doctor Who)
- Lily James - (Cinderella, Downton Abbey, Baby Driver)
- Rose Reynolds - (Wasted)

## Legături externe
- Site web oficial
- City selects preferred Milton Court developer (June 2006)
- Guildhall School seeks new extension (February 2006)
- Trinity Guildhall at the Trinity College, London